# Liste der Landtage des Großherzogtums Hessen
Die Liste der Landtage des Großherzogtums Hessen listet die Landtage (Sitzungsperioden) der Landstände des Großherzogtums Hessen seit Einführung der Verfassung 1820 bis zum Ende des Großherzogtums in der Novemberrevolution 1918.

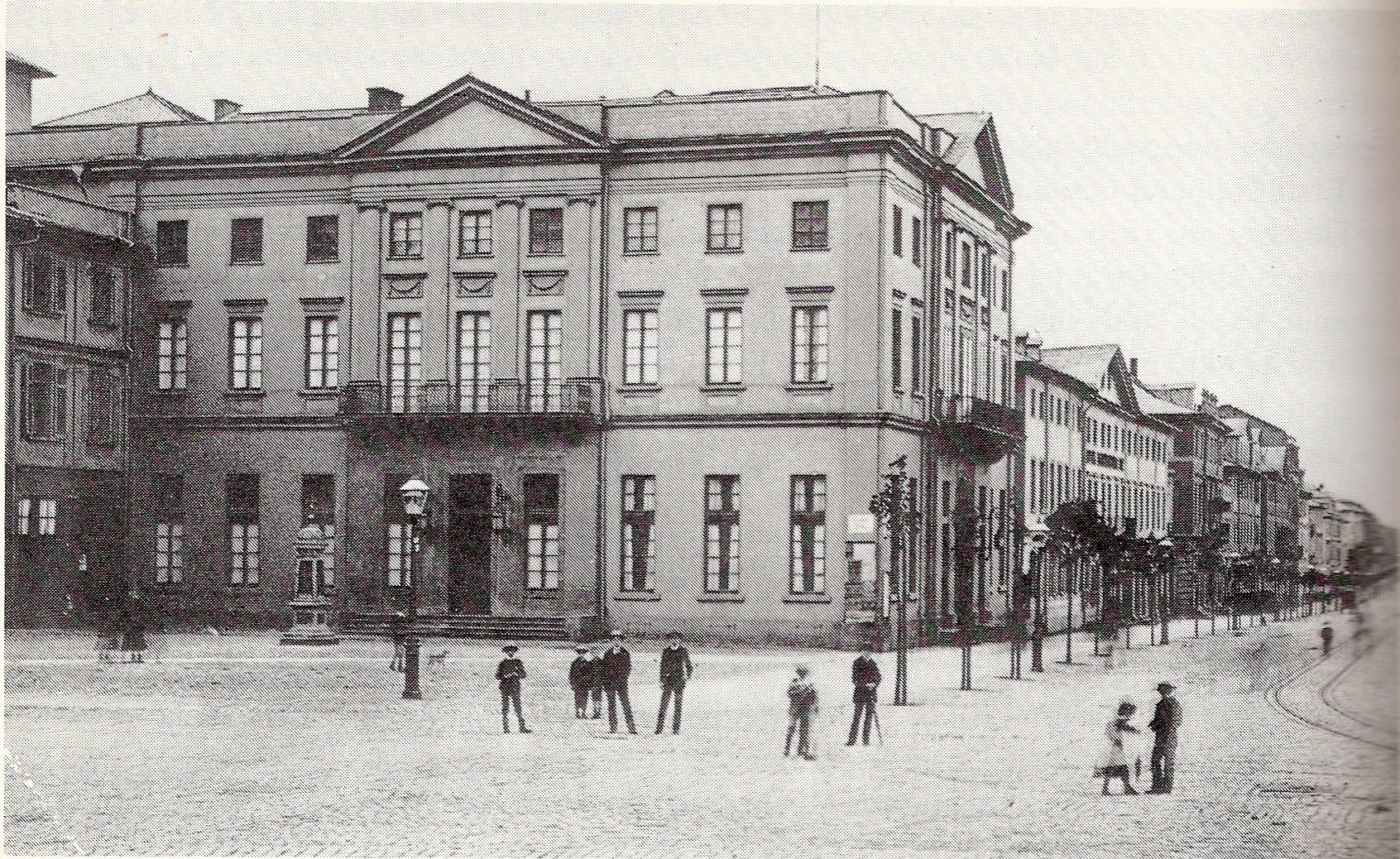
Ständehaus in Darmstadt, 1888 (Parlamentsgebäude)

## Liste
| Nr. | Dauer     | Einberufung | Präsident 1. Kammer                                                                            | Präsident 2. Kammer                                 | Verlauf, Abschluss | Anmerkung |
| --- | --------- | --- | ---------------------------------------------------------------------------------------------- | --------------------------------------------------- | --- | --- |
| 01  | 1820–1821 | * Zusammensetzung der Kammern: * „Märzverfassung“ 1820 * Wahlordnung vom 22. März 1820 * Wahlbezirke | Friedrich Graf zu Solms-Laubach                                                                | Karl Christian Eigenbrodt                           | * Abschied der Stände 1821 | Friedrich Graf zu Solms-Laubach nahm Mandat und Funktion in der 1. Kammer nicht wahr, die Sitzungen wurden von Erbprinz Ludwig (II.) geleitet. Liste der Abgeordneten der Landstände des Großherzogtums Hessen (1. Wahlperiode) |
| 02  | 1823–1826 | * Liste der passiv wählbaren Staatsbürger * Eröffnung am 15. August 1823 | Albrecht Graf zu Erbach-Fürstenau                                                              | Johann Friedrich Knapp                              | * Abschied der Stände 1824 | |
| 03  | 1826–1827 | * Wahlen * Eröffnung am 3. September 1826 | Ernst Casimir Graf zu Ysenburg-Büdingen                                                        | Ernst Schenck                                       | * Abschied | |
| 04  | 1829–1830 | * Einberufung und Eröffnung am 26. Oktober 1829 | Otto II. Graf zu Solms-Laubach                                                                 | Ernst Schenck                                       | | |
| 05  | 1832–1833 | * Wahlbekanntmachungen | Prinz Emil von Hessen und bei Rhein                                                            | Ernst Schenck                                       | * Abschied | |
| 06  | 1834      | * Aufstellung der allgemeinen Wählerliste * Aufstellung der Liste wahlberechtigter Adeliger * Aufstellung der Wählbaren * Eröffnung am 26. April                                                                                         | Prinz Emil von Hessen                                                                          | Moritz Schmitt                                      | * Auflösung * Wählerbeschimpfung durch den Großherzog * Abschied                                                                                                | |
| 07  | 1835–1836 | * Vorbereitung der Liste wahlberechtigter Adeliger * Eröffnung fam 22. April 1835 | Prinz Emil von Hessen                                                                          | Karl Christian Eigenbrodt                           | * Abschied | Bei der Vorbereitung der Wahlen wurde offensichtlich weitgehend auf die Unterlagen der im gleichen Jahr, 1834, bereits stattgefundenen Wahlen zur 6. Ständeversammlung zurückgegriffen.                                         |
| 08  | 1838–1841 | * Einberufung * Eröffnung am 3. November 1838 | Prinz Emil von Hessen                                                                          | Karl Christian Eigenbrodt, 1839 (†) * Ernst Schenck | * Abschied | * Vertagt am 3. Juni 1840 * Verhandlungen am 31. August 1840 wieder aufgenommen |
| 09  | 1841–1842 | * Wahlbekanntmachung * Allgemeines Wählerverzeichnis * Errichtung der Kommission für die Wahlen des Adels * Wählerverzeichnis des ritterschaftlichen Adels * Eröffnung am 1. Dezember 1841                                               | Prinz Emil von Hessen                                                                          | Ernst Schenck                                       | * Abschied | |
| 10  | 1844–1847 | * Wahl der Vertreter des Adels * Eröffnung am 2. Dezember 1844 | Prinz Emil von Hessen                                                                          | Ernst Schenck                                       | * Abschied | * Vertagt am 23. Juni 1845 * Erneut einberufen zum 2. November 1846 |
| 11  | 1847–1849 | * Wahlbekanntmachung * Verzeichnis der Wählbaren * Wahl der ritterschaftlichen Abgeordneten * Eröffnung am 13. Dezember 1847 | Prinz Emil von Hessen                                                                          | Andreas von Hesse                                   | * Auflösung am 24. Mai 1849 * Abschied | Am 7. August 1848 vertagt. Die Beratungen wurden zum 20. November 1848 wieder aufgenommen. |
| 12  | 1849–1850 | * Anordnung der Wahl * Berufung der Wahlkommissare * Erstellung der Wählerliste für die 1. Kammer * Aufruf des Innenministeriums verantwortungsvoll mit dem Wahlrecht umzugehen * Eröffnung am 20. Dezember 1849 * Neue Geschäftsordnung | Friedrich Schenck                                                                              | Joseph Hillebrand                                   | * Auflösung | Erste Wahl nach dem neuen Wahlrecht von 1849 |
| 13  | 1850      | * Anordnung der Wahl * Berufung der Wahlkommissare * Aufstellung der Wählerliste für die 1. Kammer * Eröffnung am 10. September 1850 | Friedrich Schenck                                                                              | Martin Mohr                                         | * Auflösung | |
| 14  | 1851–1856 | * Anordnung der Wahl * Wahlverordnung * Wahlverordnung für die 1. Kammer Wahlbezirke und Anzahl der Wahlmänner nach den drei Zensus-Klassen * Ernennung der Wahlkommissare * Eröffnung am 15. Januar 1851                                | Otto II. Graf zu Solms-Laubach                                                                 | Wilhelm Goldmann                                    | * Abschied | „Außerordentliche Ständeversammlung“, mit restriktiv geändertem, oktroyiertem Wahlrecht * Vertagt am 30. Juni 1851 * Wiedereröffnet am 29. September 1852 * Vertagt am 21. Dezember 1852 * Wiedereröffnet am 15. Dezember 1853  |
| 15  | 1856–1858 | * Allgemeine Wahlbekanntmachung * Wahlbekanntmachung für den Adel * Liste der Wählbaren * Wahlbezirke * Liste der nun erneut ernannten Mitglieder auf Lebenszeit in der 1. Kammer                                                        | Ludwig Fürst zu Solms-Hohensolms-Lich                                                          | Friedrich Lotheissen                                | * Eröffnung am 18. Dezember 1856 * Abschied | Neues Wahlrecht und neue Zusammensetzung |
| 16  | 1859–1862 | * Einberufung | Ludwig Fürst zu Solms-Hohensolms-Lich                                                          | Friedrich Ludwig Klipstein                          | * Eröffnung am 30. Mai 1859 * Vertagt am 10. Juni 1859 Erneut einberufen am 13. Dezember 1859 * Abschied                                                        | |
| 17  | 1862–1865 | * Aufstellung der Liste der Wählbaren * Aufstellung der wahlberechtigten und wählbaren Adeligen Eröffnung zum 10. November 1862 * Vertagt am 11. Januar 1864 * Fortgesetzt am 26. April 1865                                             | Ludwig Fürst zu Solms-Hohensolms-Lich                                                          | August Strecker                                     | * Abschied | |
| 18  | 1865–1866 | * Eröffnung am 4. Dezember 1865 | Ludwig Fürst zu Solms-Hohensolms-Lich                                                          | Wilhelm Gottlieb Soldan                             | * Auflösung nach dem verlorenen Krieg von 1866 * Abschied | |
| 19  | 1866–1868 | * Ankündigung von Neuwahlen * Bekanntmachung zur Durchführung der Wahlen * Liste der Wählbaren * Eröffnung am 20. Dezember 1866 | Alfred Graf zu Erbach-Fürstenau                                                                | Georg Buff                                          | * Nachwahl für die durch den Friedensvertrag mit Preußen gewonnenen Gebiete * Vertagung am 19. August 1867 * Erneute Einberufung zum 15. Januar 1868 * Abschied | |
| 20  | 1868–1872 | * Eröffnung zum 24. November 1868 | Alfred Graf zu Erbach-Fürstenau                                                                | Georg Buff                                          | * Vertagt am 5. Juli 1869 * Wiedereröffnet am 29. November 1869 * Abschied                                                                                      | |
| 21  | 1872–1875 | * Wahlbezirke * Adelige Grundbesitzer mit Wahlrecht * Eröffnung am 19. Dezember 1872 | Alfred Graf zu Erbach-Fürstenau, bis 1874 (†); * Carl Graf von Schlitz gen. von Görtz          | Carl Johann Hoffmann, bis 1874 (†) * Joseph Görz    | * Abschied | Erste Wahl nach dem neuen Wahlrecht von 1872. Mit dem Wahlrecht von 1872 wurde jeweils die Hälfte der Abgeordneten der Zweiten Kammer alle drei Jahre auf sechs Jahre neu gewählt.                                              |
| 22  | 1875–1878 | * Eröffnung am 5. Oktober 1875 | Carl Graf von Schlitz gen. von Görtz                                                           | Joseph Görz                                         | * Abschied | |
| 23  | 1878–1881 | * Eröffnung am 20. November 1878 | Carl Graf von Schlitz gen. von Görtz                                                           | August Kugler                                       | * Abschied | |
| 24  | 1881–1884 | * Eröffnung am 17. Oktober 1881 | Carl Graf von Schlitz gen. von Görtz                                                           | August Kugler                                       | * Abschied | |
| 25  | 1884–1887 | * Eröffnung am 24. November 1884 | Carl Graf von Schlitz gen. von Görtz, bis 1885 (†); * Alexander Prinz von Hessen und bei Rhein | August Kugler                                       | * Abschied | |
| 26  | 1887–1890 | * Eröffnung am 24. November 1887 | Alexander Prinz von Hessen und bei Rhein, bis 1888 (†); * Fürst Bruno zu Ysenburg-Büdingen     | August Kugler                                       | * Abschied | |
| 27  | 1890–1892 | * Wahl der adeligen Grundbesitzer für die 1. Kammer * Eröffnung am 25. November 1890 | Fürst Bruno zu Ysenburg-Büdingen                                                               | August Kugler, bis 1892 (†) * Hermann Weber         | * Abschied | |
| 28  | 1893      | * Eröffnung am 27. Juni 1893 | Bruno Fürst zu Ysenburg-Büdingen                                                               | Hermann Weber                                       | * Abschied | Außerordentlicher Landtag „in Anbetracht der durch die anhaltende trockene Witterung hervorgerufenen Nothlage der Landwirthschaft und der Viehzucht“.                                                                           |
| 29  | 1893–1896 | * Eröffnet am 12. Dezember 1893 | Bruno Fürst zu Ysenburg-Büdingen                                                               | Hermann Weber                                       | * Abschied | |
| 30  | 1897–1899 | * Eröffnung am 9. Februar 1897 | Bruno Fürst zu Ysenburg-Büdingen                                                               | Wilhelm Haas                                        | * Abschied | |
| 31  | 1899–1902 | * Einberufung zum 20. Dezember 1899 | Bruno Fürst zu Ysenburg-Büdingen, bis 1900 * Emil Graf von Schlitz gen. von Görtz              | Wilhelm Haas                                        | Abschied | |
| 32  | 1902–1905 | Einberufung zum 24. November 1902 | Emil Graf von Schlitz gen. von Görtz                                                           | Wilhelm Haas                                        | Abschied | Liste der Abgeordneten der Landstände des Großherzogtums Hessen (32. Wahlperiode) |
| 33  | 1905–1908 | Einberufung zum 19. Dezember 1905 | Emil Graf von Schlitz gen. von Görtz                                                           | Wilhelm Haas                                        | Abschied | |
| 34  | 1908–1911 | Einberufung zum 16. Dezember 1908 | Emil Graf von Schlitz gen. von Görtz                                                           | Wilhelm Haas                                        | Abschied | Liste der Abgeordneten der Landstände des Großherzogtums Hessen (34. Wahlperiode) |
| 35  | 1911–1914 | Einberufung zum 19. Dezember 1911 | Emil Graf von Schlitz gen. von Görtz                                                           | Heinrich Köhler                                     | Abschied | Liste der Abgeordneten der Landstände des Großherzogtums Hessen (35. Wahlperiode) |
| 36  | 1914–1918 | Einberufung zum 16. Dezember 1914 | Karl Fürst zu Solms-Hohensolms-Lich                                                            | Heinrich Köhler                                     | Die Landstände gingen mit der Novemberrevolution zusammen mit dem Großherzogtum unter und wurden nicht mehr formell aufgelöst.                                  | |
| 37  | 1915–?    | Ein 37. Landtag war für 1915 geplant, wurde aber aufgrund des Ersten Weltkriegs nicht mehr gewählt und der 36. Landtag blieb bis zum Ende des Großherzogtums 1918 im Amt.                                                                |                                                                                                |                                                     | | |